# Орден «Віра Вітчизні»
Орден «Віра Вітчизні» — державна нагорода Республіки Молдова. В ієрархії пріоритету він є останнім після всіх державних орденів Республіки Молдова.
Орден «Віра Батьківщині» включає три ступені:
1. Орден «Віра Вітчизні» I ступеня;
2. Орден «Віри Вітчизні» II ступеня;
3. Орден «Віри Вітчизні» III ступеня.

Найвища ступінь ордена — I ступінь

## Нагородження
Орденом «Віру Вітчизні» нагороджуються:
- за відмінну організацію військової, прикордонної та внутрішньої служби, забезпечення обороноздатності та безпеки держави, зміцнення законності та забезпечення громадського порядку;
- за вагомі успіхи в управлінні військами, підтриманні високого рівня бойової готовності підрозділів, частин і великих з'єднань, у придбанні, експлуатації та обслуговуванні нової техніки, а також за відмінні показники в застосуванні та маневрах;
- за мужність і жертовність, виявлені у захисті конституційних прав і свобод та законних інтересів громадян в умовах, небезпечних для життя;
- за бездоганне виконання військового, службового і громадянського обов'язку, за прояви, що виявляють мужність та ініціативу, вчинені з метою боротьби зі злочинністю;
- за мужність і рішучість, виявлені у рятуванні людей, матеріальних і духовних цінностей під час стихійного лиха та в інших надзвичайних ситуаціях;
- за почесний внесок у розвиток співробітництва між Республікою Молдова та іншими державами та міжнародними організаціями в галузі оборони, державної безпеки та забезпечення громадського порядку.[2]

При нагородженні орденом «Віру Вітчизні» також враховується стаж роботи:
- не менше 15 років — для нагородження орденом «Віра Вітчизні» I ступеня;
- не менше 10 років — для нагородження орденом «Віра Вітчизні» II ступеня;
- не менше 5 років — для нагородження орденом «Віра Вітчизні» III ступеня.

За виняткові заслуги орден може бути нагороджений незалежно від стажу роботи.

## Опис
Орден «Віра Вітчизні» виготовлений з томпаку і являє собою восьмикутну опуклу зірку, утворену розбіжними променями. Між променями нанесено два схрещених мечі вістрям донизу і чотири коротких променя. У центрі ордена зображено коло червоної емалі, обведене рамкою. У центрі кола розташований синій щит із золотистим контуром. На щит нанесено золоте зображення Державного герба Республіки Молдова. У верхній білій емальованій частині кайми позолоченими літерами рельєфно написано «Credință Patriei» (Віра Вітчизні). У нижній частині кайми збоку розміщено вінок із двох посріблених дубових гілок. У знаках ордена першого ступеня розбіжні промені позолочені, а мечі і короткі промені — посріблені. У знаках розрізнення ордена II ступеня промені, що розходяться, посріблені, а мечі і короткі промені — позолочені. У знаках III ступеня розбіжні промені патиновані, а мечі і короткі промені — посріблені.
Діаметр ордену — 45 мм. На реверсі орден забезпечений шпилькою, яку можна прикріпити до одягу.